# Lokale Omroep Harderwijk
De HALO was de lokale omroep van de gemeente Harderwijk. Enige tijd na 2000 is deze omroep overgegaan in Harderwijk FM.

## Geschiedenis
Naar aanleiding van een televisie-uitzending over de - op dat moment - vijf lokale omroepen in Nederland, werd begin 1981 het initiatief tot een onderzoek naar de mogelijkheden van een lokale omroep in Harderwijk genomen. Op 15 juni 1981 werd de Lokale Omroep Harderwijk (HALO) officieel opgericht. Apparatuur, studio en zendmachtiging waren er nog niet.
De medewerkers maakten onder de naam HALO op 20 mei 1982 voor het eerst een radio-uitzending bij VARA's Luchtruim op Radio 2. Op 4 juli 1983 zond de HALO nog een keer via de landelijke omroep uit, toen een rechtstreekse uitzending vanaf de plaatselijke Boulevard via Radio Veronica. Inmiddels was er een bestuur en een programmaraad.
In een woonhuis in Putten werd een studio gebouwd, waar vanaf 1985 wekelijks proefprogramma's werden gemaakt. Toen de HALO een zendmachtiging kreeg, ging op 6 maart 1986 de eerste echte uitzending de lucht in. De programma's werden opgenomen in de studio in Putten en uitgezonden vanuit een mobiele studio die werd gekoppeld aan het kopstation van de centrale antenne-inrichting (kabel) bij de flat aan de Hofdijkstraat in Harderwijk. De mobiele studio was ondergebracht in een bus die was geschonken door de plaatselijke onderneming Scheer & Foppen. Het was lang de enige mogelijkheid voor de HALO om op locatie uitzendingen te maken.
De eerste echte live-uitzending was rond de gemeenteraadsverkiezingen van 1986: een door de HALO georganiseerd lijsttrekkersdebat vanuit de Catharinakapel. De HALO verhuisde in juni 1986 van de studio bij Ton Schouten in Putten naar Bar Sportief in Harderwijk. Hiervandaan werden nu alle programma's rechtstreeks uitgezonden. Ook werd hier de HALO zomerkwis gehouden.
Later kreeg de HALO ruimte in Het Klooster, een oud kloostergebouw in de binnenstad van Harderwijk. Door de vrijwilligers werd hier een complete studio ingericht. Op 14 februari 1987 opende burgemeester Van Boeijen deze studio. De HALO zond uit via de kabel maar wilde ook graag via de ether gaan uitzenden. Het geld daarvoor werd bijeengebracht door Jan Kok en Ton Schouten, die inmiddels programmaleider was. Zij deden in november 1988 mee aan de tv-quiz Taalslag, waarbij ze de opbrengst mochten schenken aan een goed doel. Dat werd de HALO-zender.
Diverse zomerse programma's werden "live" uitgezonden bijv. uit de binnenstad van Harderwijk.
Met kerst werd de gehele programmering aangepast met veel spelletjes voor de luisteraars en speciale programma's, waaronder vijf keer een Beatles-special, die 's nachts werd uitgezonden en zo'n vijf uur duurde. Presentatie en samenstelling was in handen van Rob Hooft en een "gast" presentator.
Programma's die een belangrijke bijdrage hebben geleverd zijn onder meer:
- Nieuwsplein (nieuws en actualiteiten) presentatie:
- Sportblik (sportprogramma) presentatie:
- Ontsnapt uit het Klooster (locatie-uitzending) presentatie:
- Confetti (klassieke muziek)presentatie:
- Achter de Meule (ouderenprogramma) presentatie:
- Tussenstation presentatie:
- Hutspot  presentatie:
- Bit by bit presentatie:
- Keizerlijke oudjes presentatie:
- Bartime presentatie:
- Met de Franse slag  presentatie:
- Windkracht 5 tot 6 presentatie:
- Kloosterpraat presentatie:
- 30+ presentatie: Rob Hooft
- Zie zo Zaterdagavond presentatie: diverse presentatoren waaronder; Johan Post, Rieks Bakker,
- Synthese presentatie: Teun Tollenaar
- De Daverende 13: hitlijst van de best verkochte singles, gesponsord door bioscoop Atlantic en de drie platenzaken in Harderwijk. Presentatie Anneke Peeters
- Dromenland, easy listening op vrijdag en zaterdag avond. Presentatie:
- Elke zaterdag ochtend het HALO verzoekplatenprogramma met wisselende presentatoren/istes.

In 2000 hield de HALO op met uitzenden. Harderwijk FM werd na enige tijd de opvolger van de HALO.
Oud medewerkers hebben door de aankondiging dat de HALO werd opgeheven, het online radiostation HALOradio.com opgestart. 